# Lyhundra landskommun
Lyhundra landskommun var en tidigare kommun i Stockholms län. 

## Administrativ historik
Kommunen bildades som storkommun vid kommunreformen 1952 genom sammanläggning av kommunerna Estuna, Lohärad, Malsta, Roslags-Bro, Söderby-Karl och Vätö. År 1971 gick kommunen upp i nybildade Norrtälje kommun.
Kommunkoden var 0207.

### Kyrklig tillhörighet
I kyrkligt hänseende tillhörde kommunen församlingarna Estuna, Lohärad, Malsta, Roslags-Bro, Söderby-Karl och Vätö.

## Geografi
Lyhundra landskommun omfattade den 1 januari 1952 en areal av 449,36 km², varav 407,88 km² land. Efter nymätningar och arealberäkningar färdiga den 1 januari 1955 omfattade landskommunen den 1 januari 1961 en areal av 451,15 km², varav 412,37 km² land.

### Tätorter i kommunen 1960
I Lyhundra landskommun fanns den 1 november 1960 ingen tätort. Tätortsgraden i kommunen var då alltså 0,0 procent.

## Politik

### Mandatfördelning i valen 1950-1966
| 13 | 16 | 7 | 4 |

| 40 |

| 12 | 14 | 6 | 8 |

| 38 |

| 11 | 13 | 4 | 7 |

| 34 |

| 12 | 14 | 3 | 6 |

| 35 |

| 10 | 15 | 3 | 7 |

| 32 |